# 文部科学審議官
文部科学審議官（もんぶかがくしんぎかん）は、国家公務員の役職の一つである。
文部科学省において文部科学事務次官に次ぐ官僚ナンバー2のポストであり、いわゆる次官級審議官職の一つとして文部科学省設置法に定められている「特別な職」である。現在の定数は2人。文教担当と科学技術担当がある。

## 職務
文部科学審議官は、命を受けて、文部科学省の所掌事務に係る重要な政策に関する事務を総括整理する。（文部科学省設置法第5条第2項）

## 歴代文部科学審議官

### 文教担当

#### 現職
| 氏名     | 出身省庁 | 前職             | 就任年月日    |
| -------- | -------- | ---------------- | ------------- |
| 矢野和彦 | 文部省   | 初等中等教育局長 | 2024年7月11日 |

#### 過去
| 氏名       | 出身官庁 | 前職             | 在任期間                       | 後職 |
| ---------- | -------- | ---------------- | ------------------------------ | --- |
| 御手洗康   | 文部省   | 初等中等教育局長 | 2001年1月6日 - 2003年1月10日   | 文部科学事務次官 |
| 工藤智規   | 文部省   | 高等教育局長     | 2003年1月10日 - 2003年7月25日  | 公立学校共済組合理事長 |
| 矢野重典   | 文部省   | 初等中等教育局長 | 2003年7月25日 - 2004年7月3日   | 国立教育政策研究所長 |
| 近藤信司   | 文部省   | 初等中等教育局長 | 2004年7月3日 - 2006年11月10日  | 文化庁長官 |
| 田中壮一郎 | 文部省   | 生涯学習政策局長 | 2007年1月15日 - 2007年7月6日   | 独立行政法人国立青少年教育振興機構理事長                                                                                  |
| 玉井日出夫 | 文部省   | 官房長           | 2007年7月6日 - 2009年7月14日   | 文化庁長官を経て学校法人北海学園特任教授。2012年から玉川大学芸術学部教授                                                  |
| 清水潔     | 文部省   | 生涯学習政策局長 | 2009年7月14日 - 2010年7月30日  | 文部科学事務次官・顧問を経て明治大学研究・知財戦略機構特任教授、 早稲田大学大学院教職研究科客員教授、京都工芸繊維大学顧問 |
| 金森越哉   | 文部省   | 初等中等教育局長 | 2010年7月30日 - 2012年1月6日   | 一般財団法人教職員生涯福祉財団専務理事、学校法人東京歯科大学理事。 2014年6月から百十四銀行取締役                          |
| 山中伸一   | 文部省   | 初等中等教育局長 | 2012年1月6日 - 2013年7月8日    | 文部科学事務次官を経てブルガリア大使                                                                                      |
| 板東久美子 | 文部省   | 高等教育局長     | 2013年7月8日 - 2014年7月25日   | 消費者庁長官 |
| 前川喜平   | 文部省   | 初等中等教育局長 | 2014年7月25日 - 2016年6月17日  | 文部科学事務次官 |
| 小松親次郎 | 文部省   | 初等中等教育局長 | 2016年6月17日 - 2018年10月16日 | 厳重注意のち辞職、桜美林大学総合研究機構教授、金沢大学経営協議会委員                                                      |
| 芦立訓     | 文部省   | 内閣審議官       | 2018年10月16日 - 2020年7月28日 | 独立行政法人日本スポーツ振興センター理事長                                                                                |
| 丸山洋司   | 文部省   | 初等中等教育局長 | 2020年7月28日 - 2022年9月1日   | 公立学校共済組合理事長 |
| 伯井美徳   | 文部省   | 初等中等教育局長 | 2022年9月1日 - 2023年8月8日    | 退任 |
| 藤江陽子   | 文部省   | 総合教育政策局長 | 2023年8月8日 - 2024年7月11日   | 退任 |

### 科学技術担当

#### 現職
| 氏名     | 出身省庁   | 前職                                           | 就任年月日    |
| -------- | ---------- | ---------------------------------------------- | ------------- |
| 柿田恭良 | 科学技術庁 | 内閣府科学技術・イノベーション推進事務局統括官 | 2025年7月15日 |

#### 過去
| 氏名     | 出身官庁   | 前職                                           | 在任期間                      | 後職                                                   |
| -------- | ---------- | ---------------------------------------------- | ----------------------------- | ------------------------------------------------------ |
| 青江茂   | 科学技術庁 | 科学技術政策研究所長                           | 2001年1月6日 - 2002年8月1日   | 宇宙開発委員会委員長                                   |
| 間宮馨   | 科学技術庁 | 科学技術政策研究所長                           | 2002年8月1日 - 2003年7月25日  | 独立行政法人宇宙航空研究開発機構副理事長               |
| 結城章夫 | 科学技術庁 | 官房長                                         | 2003年7月25日 - 2005年1月11日 | 文部科学事務次官                                       |
| 白川哲久 | 科学技術庁 | 官房長                                         | 2005年1月11日 - 2006年1月13日 | クロアチア大使                                         |
| 林幸秀   | 科学技術庁 | 内閣府政策統括官（科学技術政策担当）           | 2006年1月13日 - 2008年7月11日 | 独立行政法人宇宙航空研究開発機構副理事長               |
| 坂田東一 | 科学技術庁 | 官房長                                         | 2008年7月11日 - 2009年7月14日 | 文部科学事務次官を経てウクライナ大使                   |
| 森口泰孝 | 科学技術庁 | 官房長                                         | 2009年7月14日 - 2012年1月6日  | 文部科学事務次官を経て東京理科大学特命教授             |
| 藤木完治 | 科学技術庁 | 研究開発局長                                   | 2012年1月6日 - 2014年1月17日  | 科学技術振興機構上席フェローを経てアラブ首長国連邦大使 |
| 土屋定之 | 科学技術庁 | 科学技術・学術政策局長                         | 2014年1月17日 - 2015年8月4日  | 文部科学事務次官                                       |
| 戸谷一夫 | 科学技術庁 | 官房長                                         | 2015年8月4日 - 2017年1月20日  | 文部科学事務次官                                       |
| 伊藤洋一 | 科学技術庁 | 科学技術・学術政策局長                         | 2017年7月11日 - 2018年7月27日 | 日本原子力研究開発機構副理事長                         |
| 山脇良雄 | 科学技術庁 | 内閣府政策統括官                               | 2018年7月27日 - 2020年8月1日  |                                                        |
| 松尾泰樹 | 科学技術庁 | 内閣府政策統括官                               | 2020年8月1日 - 2021年9月1日   | 内閣府科学技術･イノベーション推進事務局長              |
| 柳孝     | 科学技術庁 | 内閣府科学技術・イノベーション推進事務局統括官 | 2021年9月1日 - 2022年9月1日   | 文部科学事務次官                                       |
| 増子宏   | 科学技術庁 | 高等教育局長                                   | 2022年9月1日 - 2025年7月15日  |                                                        |